# David McPartland
David "Dave" McPartland (Albury, 11 de setembre de 1980) va ser un ciclista australià, que fou professional des del 2003 fins al 2007. Actualment forma part de l'equip directiu esportiu de l'Orica-GreenEDGE.

## Palmarès
- 2004
  - Vencedor d'una etapa del Tour Down Under
- 2005
  - Vencedor d'una etapa del Jayco Bay Classic
- 2007
  - Vencedor d'una etapa del Tour d'Alsàcia